# الوقف العالمي
الوقف العالمي أوالأوقاف العالمية: هو ما تشترك فيه عدة دول أو منظمات دولية أو إقليمية أو عدة أشخاص من دول مختلفة، في حبس مال أو أموال يملكونها، تحبس بأحكام وشروط الوقف المعتبرة، مع مراعاة صفة العالمية ومستلزماتها، الأصل فيه الجواز والإباحة، ومن مبرراته ظهور العولمة واتساع دائرة تأثيرها ونفوذها اقتصادياً وسياسياً وثقافياً، تهدف الوقف العالمي إلى توسيع دائرة المشاركين وتنمية رأس المال البشري وتقليل التكاليف الإدارية والمالية، والصمود والثبات أمام تحديات العولمة وآثارها العقدية والثقافية، وتعتبر الهيئة العالمية للوقف التي أنشأها البنك الإسلامي للتنمية، وهيئة الأعمال الخيرية بدولة الإمارات ومؤسسة الملك فيصل الخيرية، وغيرها، من نماذج الأوقاف العالمية، ومن المشاكل التي توجه الأوقاف العالمية، واقع الضعف والتجزئة والتخلف الاقتصادي والتكنولوجي لكثير من دول العالم الإسلامي، وانشغال المسلمين بالأداء الفكري والثقافي والمعرفي على حساب الأداء الوقفي، وغياب الرؤية العالمية والأبعاد الدولية والإنسانية لدى المسلمين، ويمكن حلها عن طريق إيجاد بعض الصيغ التوحيدية والتجميعية لطاقات الأمة وجهودها، وترتيب الأولويات الشرعية، وترسيخ الوعي بأهمية الوقف العالمي.
التعريف الإفرادي:
الوقف: هو التحبيس، الذي يشترك فيه عدد من الأشخاص أو الجهات في حبس مال، على جهة واحدة، أو متعددة بشروط معينة، وإدارة معينة في عقد واحد، أو عقود متعددة متلاحقة.
العالمي: منسوب إلى عالَم، والعالم في اللغة الخَلْقُ كُلُّهُ، أو ما حواه بَطْنُ الفَلَك، ويدل على الانتشار الواسع في أكثر من مكان.
التعريف المركب:
الأوقاف العالمية: هو الذي يكون الوقف فيه متعددً عالمياً، أي أن يكون هذا الواقف جهتين أو أكثر على صعيد العالم، كأن يكون دولتين فأكثر، أو تجمعين إقليميين فأكثر، أو الوقف الذي تشترك فيه عدة دول أو منظمات دولية أو إقليمية أو عدة أشخاص من دول مختلفة، في حبس مال أو أموال يملكونها، تحبس بأحكام وشروط الوقف المعتبرة، مع مراعاة صفة العالمية ومستلزماتها.

## حكم الوقف العالمي
الأصل في الوقف العالمي الجواز والإباحة، وقد يرقى إلى درجة الندب والوجوب، بحسب بعض الاعتبارات الشرعية والواقعية، ويراد بالجواز والإباحة، كونه عملاً مأذوناً فيه من الشرع الإسلامي، وليس محمولاً على المنع والتحريم والحظر، والمكلف فيه مخير بين الفعل والترك، وهذا هو الأصل في الحكم.
ويراد بحكم الندب في الوقف، كونه مرغباً فيه، لما فيه من الخير والمعروف والثواب، أما حكم الوجوب في الوقف العالمي فيراد به كون هذا الوقف قد يصبح واجباً فعله على القادرين عليه، لما في ذلك من المصالح الشرعية المتوقفة عليه، فيكون فعل هذا الوقف بمثابة الوسيلة لمقصدها، والوسائل لها أحكام المقاصد، أو بمقام ما يتوقف عليه الواجب، وما لا يتم الواجب إلا به فهو واجب.
وكل هذا يتحدد من قبل أهل العلم الراسخين والمحققين، بحسب الضرورة أو الحاجة إلى فعل الوقف العالمي، وإلى ترتيب آثاره وتحقيق مقاصده.

## مبررات الوقف العالمي
- ظهور العولمة واتساع دائرة تأثيرها ونفوذها اقتصادياً وسياسياً وثقافياً، ولعل أبرز ما يتصل بالوقف العالمي من جهة العولمة الأمور التالية:

1. سيطرة منطق القوة والسعي لتجفيف منابع العمل الخيري في المجتمع الإسلامي[3].
2. جهد الآخر(الاستعماري) في إضعاف أو طمس الوقف لخدمته في تحقيق الاستقلال، واستعصاء المجتمعات الإسلامية على الاستسلام أو الخضوع.[13]
3. اتسام الأعمال المالية والاقتصادية بالصبغة العالمية على مستوى التمويل والدعم والإسناد، و التطبيق التقني والرقمي، والتقنين والتشريع والتدويل، و التوظيف العقدي والفكري والسياسي، والاستثمار الحزبي والنيابي والمؤسسي، وهذا يدعو إلى طبع العمل الوقفي بنفس الطابع العالمي، مواجهة للعولمة في شقها المالي والإنمائي بوجه خاص، والاستفادة من تقنياتها وآلياتها ومنتجاتها الفنية والإجرائية ذات الأثر والجدوى والفائدة.[2]
4. التطور الهائل والسريع في مجال تقنيات الاتصال والمعلومات، الأمر الذي يساعد كثيراً في تسهيل العمل الوقفي على الصعيد العالمي وتسريعه وتكثيفه وتعظيم أدواره وآثاره.

- الظهور اللافت للمؤسسات الأهلية ذات الصبغة العالمية، وقد تمهد لضهور الوقف العالمي الذي يصب في خدمة أهداف العولمة[4] وسياسات الدول العظمى، والجهات المستبدة التي تتخذ من العولمة سلاحاً مسلطاً على بعض الشعوب والدول، وهذا يحفز على منافسة هذه المؤسسات بإرساء أوقاف عالمية إسلامية تخدم الدين ومصالح الناس، وتواجه الآثار السلبية (كالتنصير والتهويد والإفساد الخلقي) لأعمال تلك المؤسسات الأهلية.
- استفحال ظاهرة التوجه المادي، وتعاظم التبرعات الابتزازية والنفعية البراغماتية"، وتزايد السلوكيات الاستهلاكية الأنانية الفردية والفئوية، الواقعة على حساب كثير من الدول التي تتخبط في الفقر والمجاعة والمرض والأمية والتخلف المادي والمعماري بكل صنوفه وألوانه، ومن البديهي القول إن مكافحة هذه الظواهر والسمات الخطيرة لن يكون إلا بإعادة الاعتبار، لمنظومة القيم والأخلاق والآداب في سياسات الدول والمنظمات وسلوك الشعوب والأفراد، هذه المنظومة التي يكون العمل الوقفي الخيري الإنساني أحد مظاهرها وأجلى صورها.
- التخلي التدريجي للدولة القومية أو الوطنية عن بعض أدوراها ومهامها بسبب العولمة[4]، وتزايد حرية السوق ونظام الخصخصة.
- فطرية الوقف الإسلامي (الفردي والجماعي والعالمي) وإنسانيته، مما يجعله مقبولاً في العالم كله.
- مسايرة الوقف العالمي لبعض السياسات العالمية التي تتجه نحو زيادة التنمية وتكثير الاستثمار والاستهلاك من الثمرة، والمحافظة على الأصل وتكثيف حجم المعاملات وتسهيل طرق التواصل، من أجل تحقيق التوازن الغذائي والأمن الإنساني والصحي والمالي.
- أهمية حضور الوقف الإسلامي في الكوارث الإنسانية والمصائب العالمية، ودوره في الإغاثة والإسعاف وتقليل الخسائر وإعادة الإعمار.[2]

## مقاصد الوقف العالمي
1. توسيع دائرة المشاركين، وتكثيف الأنشطة الوقفية، وتكثيف العوائد والمنافع وتكثيرها وتعميمها واستدامتها.
2. تنمية رأس المال البشري، بإنجاز التنمية الروحية (المساجد والعبادة)، والتنمية العقلية (المدارس والتعليم)، والتنمية الجسمية (المستشفيات والصحة).[14]
3. تقليل التكاليف الإدارية والمالية، وضمان الجدوى بموجب الجهد الجماعي والعمل المؤسسي الذي لا يتاح في الغالب للأوقاف الفردية أو الأوقاف الفئوية الضيقة أو الجماعية المحدودة.
4. تحقيق منافع الأوقاف الكبيرة التي لا تتحقق إلا بالوقف الجماعي والإقليمي والدولي والعالمي، لما تتطلبه تلك الأوقاف من أموال كثيرة وإدارة أو إدارات قوية، وجهود جماعية، وخبرات عالية وقدرة على التنظيم والتنفيذ والمراقبة والتقويم، وهذا كله لا يتاح لأوقاف صغيرة وفردية ومحدودة.
5. تحفيز أصحاب الأوقاف الفردية الضعيفة الذين لا يقتنعون بهذه الأوقاف لضعفها وقلة عائدها، وعدم صمودها أمام كثرة الأعباء والتكاليف، وما يقال في الأفراد يقال كذلك في الدول أو الجمعيات والمؤسسات الضعيفة التي لا تقدر على العمل الوقفي بمفردها أمام تحديات العولمة والتكتلات الاقتصادية والاستثمارية القوية والمنظمة جداً، فإن عالمية الوقف الإسلامي ستقوي الضعفاء من الدول وستعزز كيانهم ودورهم في الاستنهاض والاستثمار.
6. إيجاد الحلول لأصحاب الملك الواحد[15]، فيكون دخولهم جميعاً في الوقف الجماعي أو العالمي خروجاً من حرج ومضايقة وقف بعض هذا الملك، وما يسببه من مشكلات ونزاعات بين الواقف لبعض هذا الملك وبين بقية المالكين.
7. إزاحة سلبيات الوقف الفردي، كالتذرع بهذا الوقف من أجل حرمان الورثة من حقهم في الميراث أو غير ذلك.
8. تأكيد الصفة العالمية للأمة الإسلامية سواءً على مستوى الإفادة من الخبرات والمنتجات العالمية، إدارياً وتقنياً واتصالياً واستثمارياً وتنموياً، أو على مستوى الإفادة بآثار الأعمال الوقفية العالمية التي تتسع لتشمل الأمة الإسلامية وغيرها في العالم كله، وهذا يؤكد خصائص الرحمة الإسلامية للعالمين وإصلاح العالم قال تعالى {وما أرسلناك إلا رحمةً للعالمين}[16]، وقال تعالى {وما أرسلناك إلا كافة للناس بشيراً ونذيراً}.[17]
9. الصمود والثبات أمام تحديات العولمة وآثارها العقدية والثقافية والأخلاقية والسياسية والاقتصادية، وذلك من خلال التأسيس للعمل الوقفي العالمي الذي يسهم في تحقيق التوازن المادي والاقتصادي وإرساء الفرص الدولية المتكافئة والتقليل من آثار الهيمنة والعولمة والاحتكار العالمي الابتزازي الأناني الموضوع لخدمة الأغراض الفئوية الضيقة، والمآرب المذهبية الفكرية الخاصة.[5][6]
10. الصمود أمام الاستعمار كما صمدت دول عديدة كالمغرب ومصر وفلسطين وغيرها من الدول الإسلامية أمام حملات الاستعمار، وكانت الأموال الوقفية من أعظم الدعائم لهذه الدول في صمودها وثباتها ومكافحة المستعمر[7].
11. مواجهة التحديات التي تفرضها الأنظمة والتوجهات العلمانية على الدول العربية والإسلامية في مجال الثقافة والتعليم وغيره.[7]
12. الإسهام في تحقيق التمكين للأمة واستقلالها الاقتصادي والغذائي والاجتماعي والأمني والتربوي والحضاري بوجه عام، إذ إن الوقف العالمي يعد ضرباً مهماً من ضروب العمل الإنمائي والاستثماري اللازم في تقوية اقتصاديات الأمة وأمنها المالي والتنموي الذي يشكل إحدى الحلقات الضرورية للأمن الشامل أو التمكين العام الذي يبعد عنها التبعية والرضوخ والاستجداء، ويجلب لها الاعتزاز والكرامة والهيبة، ويعيد لها دورها الحضاري الإنساني الرائع.

## نماذج من الوقف العالمي المعاصر
1. الهيئة العالمية للوقف التي أنشأها البنك الإسلامي للتنمية[4].
2. صندوق الوقف الخيري في الجامعة الإسلامية العالمية بماليزيا الذي أسس كقسم من أقسام الجامعة بتاريخ ١٥ مارس ١٩٩٩م.[7]
3. الأمانة العامة للأوقاف بدولة الكويت التي أنشئت سنة ١٩٩٣م.[18]
4. هيئة الأعمال الخيرية بدولة الإمارات العربية المتحدة، والتي تأسست سنة ١٩٨٤م.
5. مؤسسة حميد بن راشد النعيمي الخيرية، بإمارة عجمان بدولة الإمارات.
6. مؤسسة الوقف الدولية التي هي موضوع اقتراح حالياً، والتي تضم مشاريع أعمال تتصل ببنك الوقف التعليمي، وجامعة الوقف الإسلامية، وغير ذلك.[7]
7. مؤسسة الملك فيصل الخيرية.
8. الهيئة الخيرية العالمية بالكويت.
9. صندوق الاستثمار التكنولوجي، وهو موضوع اقتراح، ويهدف إلى تحقيق التقدم في المجال التكنولوجي العربي والإسلامي، ويقوم على الوقف الإسلامي.
10. تنظيم الندوات والمؤتمرات التي تعنى بالوقف في العصر الحالي، ولا سيما فيما يتعلق بالصيغ الجديدة للتنمية والصور المستحدثة للاستثمار.[8]

## مشاكل الوقف العالمي
أولاً: المشاكل الذاتية الداخلية:
1. واقع الضعف والتجزئة والتخلف المادي والاقتصادي والتكنولوجي لكثير من دول العالم الإسلامي وشعوبه، وهذا له أثره القريب والبعيد على مستوى تأسيس الوقف العالمي.
2. انشغال بعض المسلمين ببعض الأداء الإسلامي الذي يكون على حساب الأداء الوقفي، كالانشغال بالأداء الفكري والثقافي والمكتبي والمعرفي والتحقيقي، أو الأداء السياسي والحزبي والنقابي والجمعيات، أو الأداء الإعلامي والمعلوماتي غيره.
3. غياب أو ضعف قناعة بعض الواقفين، وبعض أهل العلم والفقه والاجتهاد بأهمية الوقف وببعض صيغه الجديدة وصوره المستحدثة الهادفة إلى تنميته وزيادته وتعميمه وتدويله.
4. غياب الرؤية العالمية والأبعاد الدولية والحضارية والإنسانية لدى عدد كبير من جماعات المسلمين وأفراد الأغنياء والواقفين والخِّيرين.
5. عدم الإلمام بواقع وأوضاع البلدان العالمية التي سيستهدفها العمل الوقفي العالمي، فيشكل هذا الخلل عبئاً إضافياً ومشكلاً رئيساً حيال إنجاح الوقف العالمي وتثبيته في تلك البلدان، بسبب الجهل وقلة المعرفة.
6. المشكلات الإدارية والفنية التي تحتمها طبيعة المؤسسة الوقفية العالمية، وتداخلها وتشابكها مع غيرها من المؤسسات والبيئات المختلفة.[2]

ثانياً: المشاكل الموضوعية الخارجية:
1. الإرث الديني والعقدي والفكري والمخلف الاستعماري المتحامل على الدين الإسلامي وعلى أحكامه وأنشطته ومؤسساته.
2. المناخ الدولي أو الإقليمي المشحون والمتوتر أو المتحفظ والمتوقف، إزاء العمل الخيري الإسلامي وتجاه بعض المؤسسات الوقفية والإغاثية.
3. السياسات الفكرية والدستورية والقانونية، التي تَّتحد وتشرَّع ابتداءً وأساساً لمواجهة العمل الخيري والوقفي، كطريق لمواجهة العمل الديني الإسلامي وإضعاف كيان المسلمين اقتصاديا وتنموياً وحضارياً.
4. القوانين المحلية لبعض الدول أو البلدان التي يستهدفها الوقف العالمي، والتي قد لا تتوافق مع أغراض الوقف وأعماله ومجالات نشاطه وغير ذلك.
5. التنوع الديني والمذهبي والعرقي في بعض البلدان العالمية، والذي قد يثير بعض المشكلات المتعلقة بالجهات التي تستحق الوقف.

## حلول لمشاكل الوقف العالمي
1. السعي لإيجاد الصيغ التوحيدية لطاقات الأمة وجهودها، والعمل على توفير القوة المادية والعلمية والتقنية من أجل تقليل آثار واقع التجزئة والضعف والتخلف المادي الملحوظ في واقع الأمة، والمعدود من قبيل إحدى المشكلات المطروحة أمام الوقف العالمي.
2. إعادة ترتيب الأولويات الشرعية الإسلامية، وإعداد الخطط الواضحة والبرامج العملية والواقعية التي تأخذ بعين الاعتبار ظروف الواقع ومستوى القدرات والإمكانيات، مما يسهل ويساعد على إنجاز الأعمال المطلوبة في الوقف العالمي.
3. ترسيخ الوعي بأهمية الوقف العالمي ودوره في تحقيق الأغراض المشروعة، والتأكيد على مشروعيته الدينية ومصلحيته الإنسانية، ولعل هذا يتحقق بالتركيز على النظر المقاصدي الأصيل.
4. تنبيه الخاصة والعامة من المسلمين باستحضار البعد العالمي والإنساني في الفهم والتطبيق والتفاعل والتدافع مع الآخر، وذلك للفوائد المرجوة المترتبة على استحضار هذا البعد، على مستوى تأكيد السمة العالمية للدين الإسلامي، وتحقيق وإنجاز مشروع الوقف العالمي.
5. ضرورة الإحاطة بواقع المجتمعات العالمية ومحيطها وبيئتها السياسية والثقافية والاجتماعية والحضارية.
6. رسم الخطط الفنية والإدارية والإجرائية الدقيقة والمرنة التي تكون بمثابة الوسائل والكيفيات لمقاصدها وأهدافها، وما لا يتم الواجب إلا به فهو واجب.
7. وضع الحلول للمشكلات الموضوعية والخارجية: فإنه يتقرر من حيث المبدأ معالجة هذا المشكلات بالمضامين المعرفية والمناهج العلمية والوسائل العملية التي تقصي أو تقلل من آثار الإرث الديني والمخلف الاستعماري، ومن آثار المناخ الدولي المشحون والمتحامل على العمل الخيري والوجود الإسلامي، ومن آثار السياسات الفكرية والمذهبية المسلطة على المسلمين في بعض البلاد العالمية، ومن غير ذلك مما يعد أمراً معطلاً ومعرقلاً للعمل الخيري والوقف الجماعي والعالمي وربما الفردي والذاتي.
8. ويمكن تفصيل هذه الحلول معرفياً ومنهجياً وترتيبياً بحسب البلدان والبيئات العالمية وبحسب تنوعها واختلافها وتفاوتها في العوائد والأعراف والأنظمة والخصائص والأحوال المتصلة بمختلف مجالات الحياة الفكرية والعقدية والمذهبية والسياسية والثقافية والاجتماعية والحزبية والنقابية والحقوقية والبرلمانية والدستورية وغير ذلك.
9. استحضار الضوابط الشرعية والإسلامية للوقف العالمي، بإفادة غير المسلمين (نصارى، يهود، كفار...) بريع الوقف، والمتعلقة باستبدال الوقف العالمي والنظارة عليه وتجديد صيغه التنموية والاستثمارية، وينصح أو يتعين القيام بالدراسة الشرعية لهذه المسائل، أصولاً وفروعاً ومقاصداً وقواعداً، بمنهجية إسلامية راسخة وواعية ومتبصرة بالثوابت والمتغيرات، من أجل بيان الأحكام وإيجاد الحلول الشرعية المقنعة والموجهة والمؤسسة للعمل الوقفي العالمي المنشود.[2]

## الوقف في أروبا وأمريكا
يلعب القطاع الخيري في الأدبيات الغربية دوراً محورياً في إحداث التنمية، لارتباطه بالجوانب الاقتصادية والاجتماعية والصحية والتعليمية للمجتمع.
وتختلف فلسفة كل دولة لهذا القطاع حسب أولويات واهتمامات تلك الدول، فهو يسعى لدعم وتطوير سياسات الرفاهية الاجتماعية في الولايات المتحدة الأمريكية وبريطانيا، وللتغلب على عمليات إقصاء الفقراء في فرنسا، ولدعم التعددية في السويد وتقوية المجتمع المدني، والإسهام في التنمية في الدول النامية ودول شرق أوروبا، حيث تعد مؤسسات "تراست الخيرية" من أوضح النماذج التي تجسد فكرة الوقف في المجتمع الأمريكي، وتتسم بارتفاع كفاءتها الإنتاجية الاستثمارية، والمحافظة على الأصول الخيرية للجمعيات غير الربحية وابتعادها عن المزالق الأخلاقية، حيث تأكد الباحثة مونيكا قوديوزي "بأن قانون الوقف الإسلامي كان له أكبر الأثر على تطور المؤسسة في إنكلترا"، ومن ثم فإن الشكل القانوني لهذه المؤسسة يرتبط بشكل مباشر بالصيغة الوقفية كما ظهرت في بلاد المسلمين.

### الأوقاف في الولايات المتحدة الأمريكية
واتخذت الأوقاف في الولايات المتحدة الأمريكية في الغالب شكل مؤسسات دينية أو تعليمية مستقلة في نمط الإدارة والتسيير المالي، وتتغذى من تبرعات الواقفين من أبناء الطوائف في شكل أموال نقدية أو أملاك عقارية، توقف على الكنائس والمدارس والجامعات مما يجعلها نماذج ناجحة بامتياز، وتحمل حقيقة مضمون الوقف في فكرته الإسلامية، في نفس الوقت الذي تتخلص فيه تماماً من سطوة السلطة وسيطرت الإدارة العمومية.
ونظراً للآثار الإيجابية الكبيرة لمثل هذه المؤسسات الخيرية أو الوقفية، ونموها وانتشارها السريع في المجتمع الأمريكي، أضحت نمطاً وظاهرة أمريكية، تأثرت بها كل التجارب الغربية، حيث رأت فيها تجربة غنية واضحة المعالم، مع ما فيها من تجديد مستمر لأبعادها القانونية والتنظيمية والإدارية، إلا أن رسوخ هذه التجربة وتعمقها في المجتمع الأمريكي خاصة والمجتمعات الغربية عامة، خير دليل على أهمية تعميمها ونشرها وإقامة الدراسات حولها.
وإذا كانت أوروبا الغربية قد خطت خطوات مهمة في هذا الاتجاه، فإن تجربة الولايات المتحدة الأمريكية في تطوير الأوقاف داخل المجالات التعليمية تعد نموذجاً متفرداً، يستوجب التوقف عنده ورصد أهم ملامحه، فاللافت في هذه التجربة المستويات القياسية في حقل التبرع والعمل التطوعي بشكل عام، وقد بلغ العدد المؤسسات الخيرية بمختلف أنواعها عام (2011م)، مليون ومائتين وثمانية وثلاثين ألف، وتبرع الأمريكيون في العام نفسه بما قدره مليون دولار، أي ما يساوي (2%) من الناتج المحلي الإجمالي.

### الأوقاف في أوروبا
ومن أهم المؤسسات الوقفية الرائدة في الاتحاد الأوربي، مؤسسة الوقف الاسكندنافي بالدنمارك، تم إنشائها من طرف الشيخ أحمد سامي أبو لبن بعام 1995م، وهو عبارة عن تجمع ديني شعبي، يضم أفراد الجالية المسلمة المغتربة في إسكندنافيا، والتي يصل عددها حسب بعض الإحصائيات إلى ثلاثمائة الف نسمة، ولا تخضع المؤسسة الوقفية لأي توجه سياسي أو حكومي، ولا تنتمي لأي حركة أو جماعة أو حزب أو تنظيم إسلامي بعينه، وتلتزم بمنهج أهل السنة والجماعة، وقد صارت مثالاً يحتذى به من حيث القائمين بها، أو منهجها الوسطي، أو في شمول خدماتها، أو تعاطيها مع المتغيرات الداخلية والخارجية.

## ‌الوقف ‌عند ‌غير ‌المسلمين
- عرفت البشرية قبل الإسلام شيئاً عن الوقف، وقد ورد أن الوقف قد عرف عند الفراعنة في مصر إذ ذكر بعض المؤرخين أنه قد عثر على صورة وثيقة تبين أن والداً وهب ولده الأكبر أعياناً وأمره بصرف غلالها على إخوانه على أن تكون تلك الأعيان غير قابلة للتصرف فيها.[27]
- كما عرف الرومان الوقف، إذ ينسب لجستنيان إمبراطور الرومان أنه قال "إن الأشياء المقدسة كالمعابد، والنذور، والهدايا، ومما يخصص لإقامة الشعائر الدينية لا تجوز أن تباع أو ترهن، ولا يجوز أن يمتلكها أحد.[28]
- أما في العصر المتأخر فقد انتشر عند الألمان فكرة الوقف على المعابد والكنائس، وحسب الإحصاءات التي نشرت فإن مدخرات الكنيسة في ألمانيا وميزانيتها في ازدياد، بل أنها تمثل أرقاماً عالية، فالأصل في الوقف عندهم أنه لا يباع ولا يوهب ولا تورث عينه وليس للمستحق فيه سوى المنفعة التي يتلقاها حسب ترتيب درجته في الاستحقاق.[29]
- شهدت فرنسا انتشاراً في الأوقاف على دور العبادة والملاجئ والمدارس والمستشفيات حتى أنها شملت في القرن السادس عشر في عهد لويس الثاني عشر حوالي ثلث مساحة فرنسا، وعند قيام الثورة الفرنسية اعتبرت تلك الأوقاف ضمن أموال الدولة، إلى أن صدر قانون النظام الخيري الذي وفق بين فكرة الوقف الخيري وبين المصلحة العامة، ونتيجة لذلك فقد مكّنها من غزو معظم دول العالم بنشر معتقداتها وأنشطتها التبشيرية.[28]
- الوقف عند الأمريكيين يتبع النظام الأمريكي نوعاً من التصرفات المالية يسمى (The Trust) الترست وهو عبارة عن إقامة أمانة خاصة بمال معين تُلزم الذي يحوز هذا المال بعدة التزامات تهدف إلى استغلاله لفائدة طرق أخرى.[28]

وقد أسهم مثل هذا الوقف بكثير من الأعمال ذات المصلحة العامة، ممثلاً في استغلال التبرعات واستثمارها لصالح الجهة المستفيدة، التي لا يشترط أن تعين باسمها، بل يكفي أن تحدد بأوصافها الفقراء، أو طلبة كلية معينة أو اليتامى وغير ذلك.

## روابط خارجية
- الوقف العالمي أحكامه ومقاصده
- الوقف على التعليم في الغرب
- تاريخ الوقف عند المسلمين وغيرهم
- أحكام غير المسلمين في نظام الوقف الإسلامي
- دور الوقف الإسلامي في تنمية القدرات التكنولوجية
- أحكام الوقف في الشريعة الإسلامية